# احتجاجات تركيا (2013)
بدأت احتجاجات منتزه ميدان تقسيم في تركيا في 28 مايو 2013. في البداية، قاد ناشطون بيئيون الاحتجاجات ضد إزالة أشجار في ميدان تقسيم وإعادة إنشاء ثكنة عسكرية عثمانية (هدمت في 1940) تحدثت تقارير عن أنه من المقرر أن تضم مركزًا تجاريًا. تطورت الاحتجاجات إلى أعمال شغب بعد أن هاجمت قوات الشرطة المحتجين. واتسع موضوع الاحتجاجات ليشمل الاعتراض على سياسات الحكومة، وانضمت مدن أخرى للتظاهر.
وقعت المظاهرات في إسطنبول، وأنقرة، وإزمير، وموغلا، وأنطاليا. وفي 31 مايو، استخدمت الشرطة الغاز المسيل للدموع لتفريق المتظاهرين، حيث أصيب المئات. وذكر وزير الداخلية التركي أن 939 شخصًا من المشاركين في الاحتجاجات، لكنه أضاف أن بعضهم أفرج عنه بعد الاستجواب.
وطالبت المعارضة على أثر هذه الأحداث بوقف إزالة المنتزه ومحاكمة الشرطة واستقالة محافظ إسطنبول. وصرح رئيس الوزراء التركي رجب طيب أردوغان أن المشروع سيستمر، واعترف بتجاوزات الشرطة، ودعا إلى وقف المظاهرات فورًا. وتجمّع مئات الأتراك أمام مقر البرلمان الأوروبي في بروكسل منددين بحكومة أردوغان وانتظمت مسيرات تضامنية في عدة مدن في ألمانيا وبريطانيا وفرنسا وفي نيويورك بالولايات المتحدة.

## خلفية

### منتزه جيزي
بدأت الاحتجاجات تنديدًا بخطة إزالة منتزه جيزي، في إطار خطة تطوير، يعد المنتزه من المساحات الخضراء القليلة في وسط الجزء الأوروبي من إسطنبول. تضمنت الخطة تجهيز ممرات مشاة في ميدان تقسيم وإعادة بناء ثكنة تقسيم العسكرية التي تعود للعهد العثمانية، والتي هدمت في 1940. وكان من المقرر أن يشمل الطابق الأرضي من الثكنة العسكرية مركزًا تجاريًا، والطابق العلوي يضم شققًا فاخرة. إلا أن رئيس الوزراء التركي رجب طيب أردوغان قال أثناء الاحتجاجات أن الطابق الأرضي قد يضم مركزًا تجاريًا أو متحفًا، وأن القرار لم يتخذ بعد حول ذلك. لاحقًا أعلن رئيس بلدية إسطنبول عن استبعاده تحويل المنتزه إلى مركز تجاري أو فندق، إلا أنه أكد على بناء الثكنة العثمانية، وذكر بأن ذلك كان وعدًا انتخابيًا.

## التداعيات
شنت حركة أنونيموس هجمات إلكترونية على مواقع الحكومة التركية، إذ اخترقت موقع رئاسة الوزراء، وشارك في الهجمات أيضًا الجيش السوري الإلكتروني الذي اخترق الموقع الرسمي لوزارة الداخلية التركية ووضع عليه عبارة «التصعيد ضد ظلم استبداد أردوغان». كما تأثرت البورصة التركية بالأحداث وسجلت مؤشراتها تراجعات حادة. وقد أعلن اتحاد نقابات القطاع العام التركي إضرابًا لمدة يومين، واتهم الحكومة بأنها تمارس إرهاب الدولة.

## التغطية الإعلامية
نشرت حساب مجموعة أنونيموس على تويتر صورة تبين عرض سي إن إن الدولية للاحتجاجات في تركيا بينما تعرض سي إن إن التركية فيلمًا وثائقيًا عن حياة البطاريق. فيما ينتقد نشطاء التغطية الضعيفة للأحداث في وسائل إعلام تركية. بينما يقول رئيس الوزراء أن الإعلام الدولي بالغ كثيرًا في نقله للأحداث.

## ردود الفعل الدولية

### رسمية
- الولايات المتحدة: قالت المتحدثة باسم وزارة الخارجية جينيفر باسكي إن «السبيل الأفضل لضمان الاستقرار والأمن والازدهار في تركيا، هو احترام حريتي التعبير والتجمع، اللتين كان هؤلاء الأشخاص يمارسونهما بشكل واضح». وقالت أيضًا أن «هذه الحريات حيوية لأي ديمقراطية سليمة».[13]
- سوريا: قال عمران الزعبي وزير الإعلام السوري أن رجب طيب أردوغان يقود بلاده بأسلوب إرهابي، وأضاف أن مطالب الشعب التركي لا تستحق «كل هذا العنف» وأنه على أردوغان التنحي إن كان عاجزًا عن اتباع وسائل غير عنيفة.[14]
- المملكة المتحدة: أصدرت وزارة الخارجية البريطانية بيانًا جاء فيه «التنديد بالاستخدام العشوائي للغاز المسيل للدموع»، وجاء فيه أيضًا «نحن نشجع السلطات التركية إلى احترام الحق في التظاهر السلمي وحرية التجمع، والتي هي من حقوق الإنسان الأساسية في أي مجتمع ديمقراطي».
- ألمانيا: ذكر ستيفن سيبرت المتحدث باسم الحكومة أن «حرية الرأي والتظاهرات هما حق أساسي في النظام الديمقراطي». وقال أنه لا يرى أثرًا لهذه الأحداث على مفاوضات انضمام تركيا للاتحاد الأوروبي.[15]
- روسيا: تحدث الرئيس الروسي فلاديمير بوتين عن أمله في أن تجري الحكومة حوارًا مع المجتمع المدني والمعارضة لحل المشاكل العالقة.[16] وكان ديمتري بيسكوف الناطق الصحفي باسم الرئيس قد قال أن ما يجري في تركيا «هو شأن داخلي للجمهورية التركية ولا يتطلب أي مباحثات (مع روسيا) حوله، ولا يمكن أن يتطلب.»[17]

### غير رسمية
- عبَّر عالم اللغويات والفيلسوف الأمريكي نعوم تشومسكي عن استنكاره لاستخدام الشرطة للعنف، وقال أن هذه الأحداث تمثل أكثر اللحظات المخجلة في تاريخ تركيا.[18]